# Liste des députés de la préfecture de Shimane
Cette page liste les membres de la Chambre des représentants du Japon élus dans les circonscriptions de la préfecture de Shimane.

## 41elégislature(1996-2000)
Au cours de la 41e législature, les députés de la préfecture de Shimane furent les suivants :
| Circonscription | Député | Député             | Parti politique |
| --------------- | ------ | ------------------ | --------------- |
| 1re             |        | Hiroyuki Hosoda    | PLD             |
| 2e              |        | Noboru Takeshita   | PLD             |
| 3e              |        | Hisaoki Kamei (ja) | PLD             |

## 42elégislature(2000-2003)
Au cours de la 42e législature, les députés de la préfecture de Shimane furent les suivants :
| Circonscription | Député | Député             | Parti politique |
| --------------- | ------ | ------------------ | --------------- |
| 1re             |        | Hiroyuki Hosoda    | PLD             |
| 2e              |        | Wataru Takeshita   | PLD             |
| 3e              |        | Hisaoki Kamei (ja) | PLD             |

## 43elégislature(2003-2005)
Au cours de la 43e législature, les députés de la préfecture de Shimane furent les suivants :
| Circonscription | Député | Député           | Parti politique |
| --------------- | ------ | ---------------- | --------------- |
| 1re             |        | Hiroyuki Hosoda  | PLD             |
| 2e              |        | Wataru Takeshita | PLD             |

## 44elégislature(2005-2009)
Au cours de la 44e législature, les députés de la préfecture de Shimane furent les suivants :
| Circonscription | Député | Député           | Parti politique |
| --------------- | ------ | ---------------- | --------------- |
| 1re             |        | Hiroyuki Hosoda  | PLD             |
| 2e              |        | Wataru Takeshita | PLD             |

## 45elégislature(2009-2012)
Au cours de la 45e législature, les députés de la préfecture de Shimane furent les suivants :
| Circonscription | Député | Député           | Parti politique |
| --------------- | ------ | ---------------- | --------------- |
| 1re             |        | Hiroyuki Hosoda  | PLD             |
| 2e              |        | Wataru Takeshita | PLD             |

## 46elégislature(2012-2014)
Au cours de la 46e législature, les députés de la préfecture de Shimane furent les suivants :
| Circonscription | Député | Député           | Parti politique |
| --------------- | ------ | ---------------- | --------------- |
| 1re             |        | Hiroyuki Hosoda  | PLD             |
| 2e              |        | Wataru Takeshita | PLD             |

## 47elégislature(2014-2017)
Au cours de la 47e législature, les députés de la préfecture de Shimane furent les suivants :
| Circonscription | Député | Député           | Parti politique |
| --------------- | ------ | ---------------- | --------------- |
| 1re             |        | Hiroyuki Hosoda  | PLD             |
| 2e              |        | Wataru Takeshita | PLD             |

## 48elégislature(2017-2021)
Au cours de la 48e législature, les députés de la préfecture de Shimane furent les suivants :
| Circonscription | Député | Député           | Parti politique |
| --------------- | ------ | ---------------- | --------------- |
| 1re             |        | Hiroyuki Hosoda  | PLD             |
| 2e              |        | Wataru Takeshita | PLD             |

## 49elégislature(2021-2024)
Au cours de la 49e législature, les députés de la préfecture de Shimane furent les suivants :
| Circonscription | Député | Député               | Parti politique | Mandat    |
| --------------- | ------ | -------------------- | --------------- | --------- |
| 1re             |        | Hiroyuki Hosoda      | PLD             | 2021-2023 |
| 1re             |        | Akiko Kamei          | PDC             | 2024-2024 |
| 2e              |        | Yasuhiro Takami (ja) | PLD             |           |

## 50elégislature(depuis 2024)
Au cours de la 50e législature, les députés de la préfecture de Shimane sont les suivants :
| Circonscription | Député | Député               | Parti politique |
| --------------- | ------ | -------------------- | --------------- |
| 1re             |        | Akiko Kamei          | PDC             |
| 2e              |        | Yasuhiro Takami (ja) | PLD             |